# Denigh
Denigh war eine britische Hard-Rock- und New-Wave-of-British-Heavy-Metal-Band aus Folkestone, die 1978 gegründet wurde und sich 1985 auflöste.

## Geschichte
Die Band wurde im Jahr 1978 gegründet. Nach kurzer Zeit fand sich mit dem Sänger und Bassisten Jon Everett, dem Gitarristen und Keyboarder Ian Devlin, dem Gitarristen Phil Allchin und dem Schlagzeuger John Regan eine feste Besetzung. In der Folgezeit arbeiteten sie an den ersten Liedern, ehe 1979 der erste Auftritt folgte. Außerdem wurde ein erstes Demo mit acht Liedern aufgenommen, das unter anderem die Stücke Bed of Nails, Burn the Sky und Falling Snow enthält. Kopien des Demos wurden bei Konzerten an Fans verteilt, wodurch die Band ihre Bekanntheit steigern konnte. 1980 folgte über Ace Records die Single No Way mit dem Lied Running als B-Seite. Der Tonträger wurde verhältnismäßig gut verkauft, wobei er national vertrieben wurde. Durch die Single konnte die Gruppe ihre Beliebtheit, vor allem in den Midlands, weiter steigern. Zudem wurde die Gruppe lokal im Radio gespielt und steuerte einige Interviews und Session zu der Kent Rocks Show bei. Der Mangel an Geld sowie ein fehlendes Management hinderten die Gruppe jedoch an der schnellen Veröffentlichung von weiteren Tonträgern. Allerdings konnte Denigh Auftritte mit Bands wie Budgie, Girlschool, Rage, Saxon und Samson erreichen. Nach Streitigkeiten über die weitere Zukunft der Band verließ Ian Devlin Ende 1981 die Besetzung. Im selben Jahr hatte die Band außerdem eine Tour durch Frankreich abgehalten. Als Ersatz für Devlin kam Martyn Harris hinzu, wobei die Band bei ihren Hauptaktivitäten meist als Trio unterwegs war. Ihre Konzerte beschränkten sich auf regionale Kneipen und Clubs. Unter dem Namen Lean on ’Em Hard erschien 1983 ein weiteres Demo, das acht Lieder enthält, die von Everett und Allchin geschrieben worden waren. Das Demo verkaufte sich erneut lokal recht beachtlich. Als neuer Schlagzeuger kam etwas später Chris Daughters zur Besetzung. Im Folgejahr nahm die Gruppe Material für ein ganzes Album auf. Die Suche nach einem Label, das das Album auf Schallplatte veröffentlichen wollte, verlief vergebens, weshalb Fire from the Sky als Kompaktkassette erschien. Von dem Album wurden vergleichsweise wenige Kopien abgesetzt. Es folgte ein Auftritt zusammen mit Bernie Tormé. Das Konzert wurde für eine spätere Veröffentlichung aufgezeichnet, allerdings wurden die Aufnahmen bei einem Brand vernichtet. Im Jahr 1985 gab die Band offiziell ihre Auflösung bekannt. In den folgenden Jahren fanden nur vereinzelte, kleine und lokale Auftritte statt. 1997 waren die Lieder No Way und Running auf dem Sampler N.W.O.B.H.M. Metal Rarities Vol. 3 von British Steel Records enthalten. 1998 erschien eine selbstbetitelte Kompilation aus alten Demoaufnahmen und Live-Mitschnitten, die von Everett und Devlin zusammengestellt worden war. 2002 wurde Fire from the Sky mit zwei Bonuslieder auf CD über Iron Pages Records wiederveröffentlicht.

## Stil
Laut Malc Macmillan war Denigh eine der ersten Rockbands aus Kent, die sich in dieser Region durchsetzen konnte. Die Lieder seien hauptsächlich von Everett, Devlin und Allchin geschrieben worden, während sich Regan im Hintergrund habe halten müssen. Die Single No Way erinnere an Bands wie Demolition, Virgin Star und Angel Witch. Das spätere Material erinnere mehr an Bleak House und Legend. Die harten wie die balladesken Lieder seien, schrieb Alan Tepper im Eclipsed, durch einen ausdrucksstarken Gesang, solide Rhythmusarbeit und teilweise an Thin Lizzy erinnernde Twin-Gitarren gekennzeichnet. The International Encyclopedia of Hard Rock and Heavy Metal von Tony Jasper und Derek Oliver bezeichnet die Musik der Band als Heavy Rock.

## Diskografie
- 1979: Denigh (Demo, Eigenveröffentlichung)
- 1979: Second 1979 Demo (Demo, Eigenveröffentlichung)
- 1980: No Way (Single, Ace Records)
- 1983: Lean on ’Em Hard (Demo, Eigenveröffentlichung)
- 1984: Fire from the Sky (Album, Red Admiral Records)
- 1998: Denigh (Kompilation, Eigenveröffentlichung)